# Chilo (prefisso)
Chilo (o kilo) è un prefisso che deriva dal francese kilo, nonché dal greco χίλιοι, chílioi, mille, nei nomi di unità di misura multiple (così come introdotti dalla Convenzione del 1795) per il sistema metrico decimale che esprime il fattore 103, ovvero 1000, mille. In lingua italiana viene correntemente utilizzato trascritto come chilo. 
Il suo simbolo è k; viene ancora erroneamente utilizzato il simbolo K (riservato al kelvin), ammesso nel passato ma ora non più consentito ufficialmente; K viene anche usato, non correttamente, come simbolo del prefisso kibi (KiloBinary, Ki), cioè per esprimere il fattore 1024. 
Introdotto in Francia fin dal 1795 da un decreto del governo instauratosi con la Rivoluzione francese fu poi adottato a livello internazionale dalla Convenzione del Metro del 1895.

## Nel Sistema Internazionale
| 10n   | Prefisso | Simbolo | Nome             | Equivalente decimale                      |
| ----- | -------- | ------- | ---------------- | ----------------------------------------- |
| 1030  | quetta   | Q       | Quintilione      | 1 000 000 000 000 000 000 000 000 000 000 |
| 1027  | ronna    | R       | Quadriliardo     | 1 000 000 000 000 000 000 000 000 000     |
| 1024  | yotta    | Y       | Quadrilione      | 1 000 000 000 000 000 000 000 000         |
| 1021  | zetta    | Z       | Triliardo        | 1 000 000 000 000 000 000 000             |
| 1018  | exa      | E       | Trilione         | 1 000 000 000 000 000 000                 |
| 1015  | peta     | P       | Biliardo         | 1 000 000 000 000 000                     |
| 1012  | tera     | T       | Bilione          | 1 000 000 000 000                         |
| 109   | giga     | G       | Miliardo         | 1 000 000 000                             |
| 106   | mega     | M       | Milione          | 1 000 000                                 |
| 103   | chilo    | k       | Mille            | 1 000                                     |
| 102   | etto     | h       | Cento            | 100                                       |
| 101   | deca     | da      | Dieci            | 10                                        |
| 100   |          |         | Uno              | 1                                         |
| 10−1  | deci     | d       | Decimo           | 0,1                                       |
| 10−2  | centi    | c       | Centesimo        | 0,01                                      |
| 10−3  | milli    | m       | Millesimo        | 0,001                                     |
| 10−6  | micro    | µ       | Milionesimo      | 0,000 001                                 |
| 10−9  | nano     | n       | Miliardesimo     | 0,000 000 001                             |
| 10−12 | pico     | p       | Bilionesimo      | 0,000 000 000 001                         |
| 10−15 | femto    | f       | Biliardesimo     | 0,000 000 000 000 001                     |
| 10−18 | atto     | a       | Trilionesimo     | 0,000 000 000 000 000 001                 |
| 10−21 | zepto    | z       | Triliardesimo    | 0,000 000 000 000 000 000 001             |
| 10−24 | yocto    | y       | Quadrilionesimo  | 0,000 000 000 000 000 000 000 001         |
| 10−27 | ronto    | r       | Quadriliardesimo | 0,000 000 000 000 000 000 000 000 001     |
| 10−30 | quecto   | q       | Quintilionesimo  | 0,000 000 000 000 000 000 000 000 000 001 |